# Midway Studios — Newcastle
Midway Studios — Newcastle Limited (ранее Pitbull Syndicate) — британский разработчик компьютерных игр, располагавшийся в Гейтсхеде, Англия.

## История
Pitbull Syndicate была образована в декабре 1996 года группой программистов и художников с большим опытом работы в игровой индустрии. Компания начинала с небольшого офиса в Сандерленде, Англия, в котором работало восемь человек, разрабатывавших игры на PC и PlayStation. Постепенно расширяясь, компания переехала в более крупный офис на Честер-ле-стрит, а затем в Гейтсхед. К 2005 году её штат увеличился до более чем 60 человек, разрабатывавших игры на PC, PlayStation 2 и Xbox.
В октябре 2005 года компания была продана Midway Games и переименована в Midway Studios – Newcastle. Pitbull и до этого сотрудничала Midway, разработав по её заказу L.A. Rush и Rush. Она стала единственной студией Midway, расположенной за пределами США. В 2009 году большая часть активов Midway была продана Warner Bros., и Pitbull была закрыта. В это время студия работала над игрой Necessary Force, права на которую перешли обратно Midway.
Некоторые члены команды объединились в новой компании Atomhawk Design. В июле 2010 года Роберт Троутон, основатель студии, объявил о создании новой компании Pitbull Studio, заявив, что студия уже работает над неанонсированным проектом.

## Разработанные игры

### Как Pitbull Syndicate
| Год  | Игра                                   | Платформа                                                 | Издатель                 |
| ---- | -------------------------------------- | --------------------------------------------------------- | ------------------------ |
| 1997 | Test Drive 4                           | Microsoft Windows, PlayStation                            | Accolade                 |
| 1998 | Blast Radius                           | PlayStation                                               | Psygnosis                |
| 1998 | Test Drive 5                           | Microsoft Windows, PlayStation                            | Accolade                 |
| 1998 | Test Drive 4X4                         | PlayStation                                               | Accolade                 |
| 1999 | Big Air                                | PlayStation                                               | Accolade                 |
| 1999 | Demolition Racer                       | Dreamcast, Microsoft Windows, PlayStation                 | Infogrames North America |
| 1999 | Test Drive 6                           | Dreamcast, Game Boy Color, Microsoft Windows, PlayStation | Infogrames North America |
| 2002 | TD Overdrive: The Brotherhood of Speed | Microsoft Windows, PlayStation 2, Xbox                    | Infogrames               |

### Как Midway Studios – Newcastle
| Год  | Игра      | Платформа                                                    |
| ---- | --------- | ------------------------------------------------------------ |
| 2005 | L.A. Rush | Microsoft Windows, PlayStation 2, PlayStation Portable, Xbox |
| 2009 | Wheelman  | Microsoft Windows, PlayStation 3, Xbox 360                   |

## Несанкционированное использование логотипа
В начале 2000-х годов логотип Pitbull Syndicate был использован несколькими неонацистскими группировками, в частности, группой скинхедов Keystone United. Это привело к попаданию логотипа в список экстремиских символов сторонников превосходства белой расы, составляемый Антидиффамационной лигой.